# Баклан Володимир Олегович
Володимир Олегович Баклан (нар. 25 лютого 1978, Київ) — український шахіст, гросмейстер, функціонер ФШУ.
Чемпіон України з шахів 1997 року.
 Закінчив Національний університет фізичного виховання і спорту України.
Станом на травень 2023 року має рейтинг 2545, це 24-й результат серед українських шахістів, 403-й — у світовому рейтингу. Крім стандартних шахів, має рейтинг ФІДЕ в бліці  — 2610 та рапіді  — 2625.
Станом на 27.05.2023 року Володимир Баклан значиться у списку осіб, які не повернулися в Україну, порушивши  взяті зобов'язання щодо термінів повернення на територію України після закінчення спортивного заходу.

## Кар'єра
Свої перші турніри зіграв у підлітковому віці. У 1992 розділив 5—11 сходинки Світової першості серед хлопців до 14, відставши лиш на пів-очка від групи переможців (серед них, зокрема, був Петер Леко; турнір за швейцарською системою більше шістдесяти хлопців). Наступного року розділив 4—9 місце на юнацької першості Європи (до 16), а в 1995 фінішував третім на Європейському молодіжному чемпіонаті (до 18).
У середині 1990-х активно грає за кордоном. Переможець опен-турнірів у Каппель-ла-Гранд (1995), Гронінгені (1—2 місце, 1998), призер багатьох інших; гравець відкритих командних чемпіонатів Бельгії (1997), Югославії (1998), Франції (1999) шахової Бундесліги (другий результат у особистому заліку 1997).
У розіграші 66-ї української першості з шахів дев'ятнадцятирічний киянин виявився найкращим зі 75-ти учасників.
На Всеукраїнських іграх 2007 року привів до перемоги команду Києва (на першій дошці в особовому заліку набрав 5 із 7 балів, другий результат після Сергія Карякіна — 5½). Чемпіон Російської шахової прем'єр-ліги в складі казанського клубу рос. Ладья (2002). Виступав також у Польському клубному чемпіонаті (2010). Учасник та призер (третє місце 2008 і 2010) Європейських командних чемпіонатів у складі українських та російського клубів.
Учасник Шахових олімпіад 2000 та 2002 років. Бронзовий призер Олімпіади 2000 року та чемпіон світу 2001 року в складі української збірної.
Очолює Раду гравців ФШУ, входить до її спортивно-технічної комісії. Організатор шахових турнірів в Києві. Разом з тим, продовжує кар'єру гравця.

## Статистика виступів у складі збірної України
Володимир Баклан у період 2000—2003 років  зіграв за збірну України у 5-х турнірах. В активі Володимира бронза шахової олімпіади 2000 року та золото командного чемпіонату світу 2001 року. 

Загалом у складі збірної України Володимир Баклан зіграв 38 партій, в яких набрав 22½ очка (+12=21-5), що становить 59,2 % від числа можливих очок.
| Рік  | Турнір           | Місто   | Збірна  | Шахівниця | Рейтинг | + | = | − | Результат | % очок | Турнірний рейтинг | Командне місце | Особисте місце |
| ---- | ---------------- | ------- | ------- | --------- | ------- | - | - | - | --------- | ------ | ----------------- | -------------- | -------------- |
| 2000 | шахова олімпіада | Стамбул | Україна | 3         | 2611    | 2 | 7 | 0 | 5½ з 9    | 61,1   | 2622              | Bronze         | 24             |
| 2001 | чемпіонат світу  | Єреван  | Україна | 3         | 2590    | 1 | 4 | 1 | 3 з 6     | 50,0   | 2587              | Gold           | 6              |
| 2001 | чемпіонат Європи | Леон    | Україна | 2         | 2590    | 3 | 2 | 2 | 4 з 7     | 57,1   | 2565              | 11             | 11             |
| 2002 | шахова олімпіада | Блед    | Україна | 3         | 2607    | 2 | 6 | 1 | 5 з 9     | 55,6   | 2571              | 14             | 44             |
| 2003 | чемпіонат Європи | Пловдив | Україна | 3         | 2600    | 4 | 2 | 1 | 4½ з 7    | 71,4   | 2692              | 5              | 5              |

## Результати виступів у чемпіонатах України
Володимир Баклан зіграв у 8-ми фінальних турнірах чемпіонатів України, набравши загалом 44 очки зі 67 можливих (+30-9=28).
| Рік  | Місто   | Турнір                 | + | − | = | Результат | Місце   |
| ---- | ------- | ---------------------- | - | - | - | --------- | ------- |
| 1994 | Алушта  | 63-й чемпіонат України | 5 | 3 | 1 | 5½ з 9    | 24 — 39 |
| 1996 | Ялта    | 65-й чемпіонат України | 6 | 1 | 4 | 8 з 11    | — 4     |
| 1997 | Алушта  | 66-й чемпіонат України | 7 | 0 | 2 | 8 з 9     | Gold    |
| 1998 | Алушта  | 67-й чемпіонат України |   |   |   | 7 з 9     | Silver  |
| 2005 | Рівне   | 74-й чемпіонат України | 1 | 1 | 2 | 2 з 4     | 1/8     |
| 2006 | Полтава | 75-й чемпіонат України | 1 | 0 | 5 | 3½ з 6    | 1/4     |
| 2008 | Полтава | 77-й чемпіонат України | 4 | 2 | 3 | 5½ з 9    | 7       |
| 2018 | Київ    | 87-й чемпіонат України | 1 | 1 | 7 | 4½ з 9    | 6       |